# John Lithgow

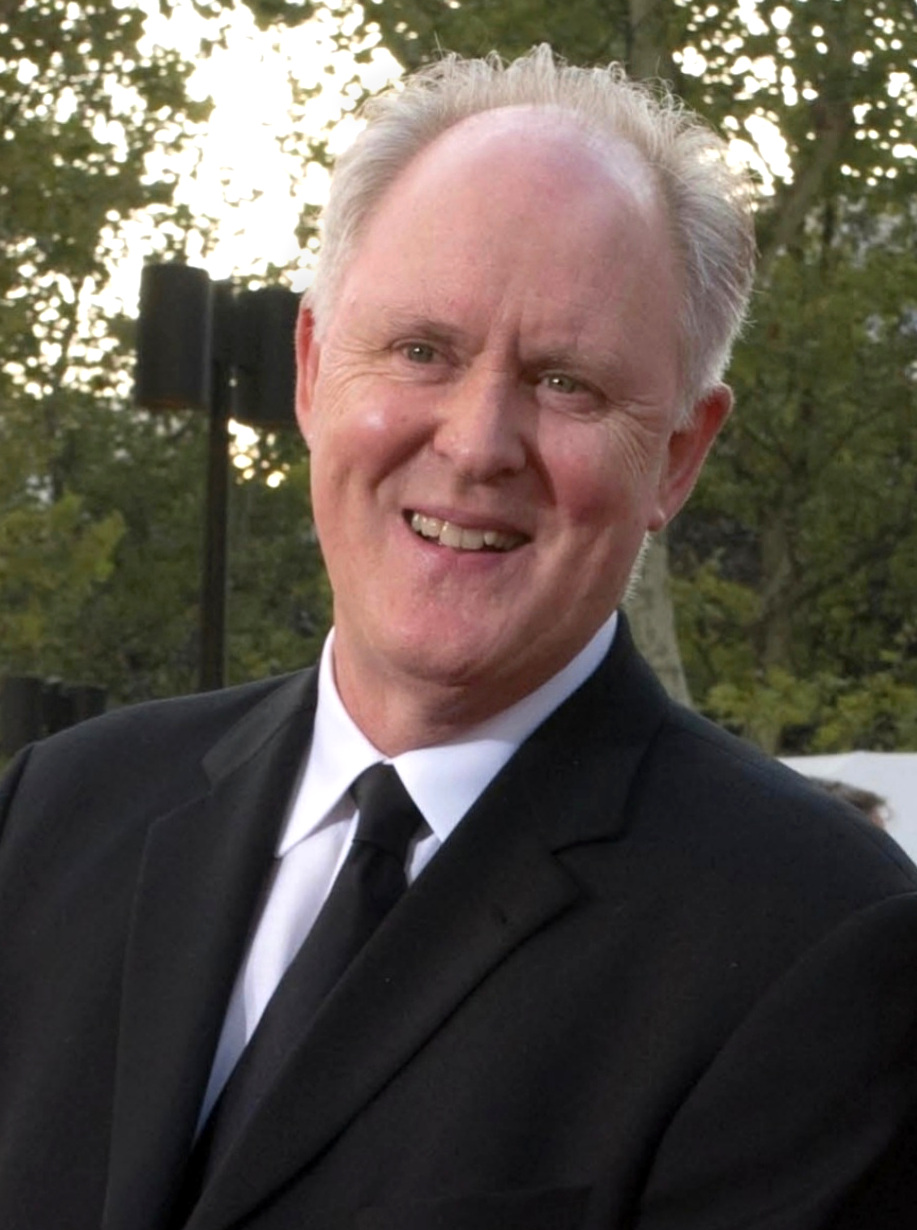
John Lithgow (2008)

John Arthur Lithgow (* 19. Oktober 1945 in Rochester, New York) ist ein US-amerikanischer Schauspieler, Autor und Musiker.
Für sein Schaffen wurde er mit zahlreichen Preisen ausgezeichnet, darunter zwei Golden Globes, sechs Emmys, drei Screen Actors Guild Awards und zwei Tony Awards. Lithgow war zweimal für den Oscar nominiert.

## Leben
John Lithgow wurde 1945 als eines von vier Kindern der Schauspielerin Sarah Jane Lithgow (geborene Price; 1917–2012) und des Theaterregisseurs und Produzenten Arthur Lithgow (1915–2004) in Rochester geboren. 1961 zog die Familie nach Princeton, wo der Vater Theaterdirektor wurde. John Lithgow studierte an der Harvard-Universität und an der London Academy of Music and Dramatic Art.
1972 gab Lithgow sein Schauspieldebüt im Spielfilm Heißer Stoff für Boston. In den folgenden Jahren spielte er vorwiegend am Theater und trat am Broadway und Off-Broadway auf. Seine Rolle im Stück The Changing Room wurde 1973 mit einem Tony Award als Bester Nebendarsteller und einem Drama Desk Award für die Beste Schauspielleistung ausgezeichnet.
Seine Nebenrollen in der John-Irving-Verfilmung Garp und wie er die Welt sah (1982) und dem Drama Zeit der Zärtlichkeit (1983) brachten ihm jeweils eine Nominierung für den Oscar ein. Es folgten zahlreiche Rollen in Filmen wie 2010: Das Jahr, in dem wir Kontakt aufnehmen (1984), Footloose (1984), Bigfoot und die Hendersons (1987), Memphis Belle (1990) und Die Akte (1993). Seine übertriebene Darstellung als Sylvester Stallones exzentrischer Gegenspieler Eric Qualen im Actionfilm Cliffhanger – Nur die Starken überleben (1993) wurde zwar von Kritikern wie Roger Ebert gelobt, brachte ihm jedoch gleichzeitig eine Nominierung für die Goldene Himbeere als schlechtester Nebendarsteller ein. Kritisiert wurde vor allem sein Versuch, einen britischen Akzent zu imitieren.
Die Rolle des Dick Solomon in der Fernsehserie Hinterm Mond gleich links brachte Lithgow in den Jahren 1996 bis 2001 sechs Nominierungen für den Emmy Award ein, den er 1996, 1997 und 1999 auch gewann. 1997 wurde er für die gleiche Rolle auch mit einem Golden Globe ausgezeichnet.
In der von Peter Yates inszenierten Fernsehfassung von Don Quijote aus dem Jahr 2000 gab Lithgow die Titelfigur. Im Animationsfilm Shrek – Der tollkühne Held (2001) lieh er der Figur des Lord Farquaard seine Stimme. Danach übernahm er Rollen in Nix wie raus aus Orange County (2002), The Life and Death of Peter Sellers (2004), in dem er Blake Edwards darstellte, sowie in Kinsey – Die Wahrheit über Sex (2004).
2009 war er in der vierten Staffel der Fernsehserie Dexter als serienmordender „Trinity Killer“ zu sehen. Diese Darstellung brachte ihm 2010 einen weiteren Emmy und einen weiteren Golden Globe ein. Ebenfalls 2010 wurde er in die American Academy of Arts and Sciences gewählt. Es folgten profilierte Nebenrollen in Filmen wie Planet der Affen: Prevolution (2011), Immer Ärger mit 40 (2012), Interstellar (2014) und The Accountant (2016). Von 2011 bis 2014 trat Lithgow außerdem gelegentlich in der Comedyserie How I Met Your Mother als Barney Stinsons Vater Jerry auf.
Für seine Rolle als Winston Churchill in der Fernsehserie The Crown wurde er bei den Screen Actors Guild Awards 2017 als Bester Darsteller in einer Fernsehserie – Drama ausgezeichnet und gewann bei der Primetime-Emmy-Verleihung 2017 den Preis als Bester Nebendarsteller in einer Dramaserie. In Jay Roachs Filmdrama Bombshell – Das Ende des Schweigens (2019) übernahm Lithgow die Rolle des ehemaligen Fox-News-Leiters Roger Ailes.
Neben seiner Arbeit als Schauspieler veröffentlichte Lithgow zahlreiche Bücher, darunter mehrere Kinderbücher wie The Remarkable Farkle McBride, Marsupial Sue, Micawber, I'm a Manatee, Carnival of the Animals, Marsupial Sue presents The Runaway Pancake und The Tale of Mahalia Mouse. 1999 veröffentlichte er mit Singin' in the Bathtub sein erstes Album mit Kinderliedern. 2002 folgte das zweite Album Farkle and Friends, das als Begleitmusik zum Kinderbuch The Remarkable Farkle McBride angelegt war. 2006 erschien auf dem Label Razor & Tie Lithgows drittes Kinderlieder-Album The Sunny Side of the Street.
Seit 2019 ist Lithgow Mitglied der American Philosophical Society.
Lithgow war von 1966 bis 1980 mit der Lehrerin Jean Taynton verheiratet. Aus der Ehe ging der Sohn Ian Lithgow (* 1972) hervor, der ebenfalls als Schauspieler tätig ist. In zweiter Ehe ist Lithgow seit 1981 mit der Geschichtsprofessorin Mary Yeager verheiratet. Aus dieser Ehe gingen ein weiterer Sohn und eine Tochter hervor.

## Filmografie (Auswahl)
- 1972: Heißer Stoff für Boston (Dealing: Or the Berkeley-to-Boston Fourty-Brick Lost-Bag Blues)
- 1974: The Country Girl (Fernsehfilm)
- 1976: Schwarzer Engel (Obsession)
- 1978: Der große Trick (The Big Fix)
- 1979: Nicht von schlechten Eltern (Rich Kids)
- 1979: Hinter dem Rampenlicht (All That Jazz)
- 1980: Die Chaotin und der Wolfmann (Mom, the Wolfman and Me)
- 1981: Blow Out – Der Tod löscht alle Spuren (Blow Out)
- 1982: Garp und wie er die Welt sah (The World According to Garp)
- 1982: Die Jagd nach dem Leben (I'm Dancing as Fast as I Can)
- 1983: Buckaroo Banzai – Die 8. Dimension (The Adventures of Buckaroo Banzai Across the 8th Dimension)
- 1983: The Day After – Der Tag danach (The Day After) (Fernsehfilm)
- 1983: Zeit der Zärtlichkeit (Terms of Endearment)
- 1983: Unheimliche Schattenlichter (Twilight Zone: The Movie)
- 1984: 2010: Das Jahr, in dem wir Kontakt aufnehmen (2010: The Year We Make Contact)
- 1984: Footloose
- 1984: Glitter Dom – Im Würgegriff der Glitzerwelt (The Glitter Dome)
- 1985: Santa Claus
- 1986: Unglaubliche Geschichten (Amazing Stories, Episode 1x23)
- 1986: The Manhattan Project (Deadly Games)
- 1986: Letzte Ruhe (Resting Place)
- 1986: In guten und in schlechten Zeiten (Mesmerized)
- 1987: Bigfoot und die Hendersons (Harry and the Hendersons)
- 1987: Geschäft mit dem Leben (Baby Girl Scott)
- 1987: Distant Thunder
- 1988: Tau mich auf, Liebling (Out Cold)
- 1989: Traveling Man
- 1990: Memphis Belle
- 1990: Safari des Todes – Auf der Jagd nach dem weißen Gold (Ivory Hunters)
- 1990: Wahre Freunde (The Guys)
- 1990: Ein Pfeil in den Himmel (At Play in the Fields of the Lord)
- 1991: Mein Bruder Kain (Raising Cain)
- 1991: Ricochet – Der Aufprall (Ricochet)
- 1993: Cliffhanger – Nur die Starken überleben (Cliffhanger)
- 1993: Schatten der Leidenschaft (The Wrong Man)
- 1993: Die Akte (The Pelican Brief)
- 1993: Dark Passion (The Wrong Man)
- 1993: Böse Schatten (Love, Cheat & Steal)
- 1994: A Good Man in Africa
- 1994: Stummer Schrei (Silent Fall)
- 1994: Die letzte Hoffnung (My Brother’s Keeper)
- 1994: Prinzessin Caraboo (Princess Caraboo)
- 1995: Die Augen meines Vaters (Redwood Curtain)
- 1995: Lethal Point
- 1995: Frasier (Fernsehserie, 2x19, Stimme)
- 1995: Geschichten aus der Gruft (Tales from the Crypt, Fernsehserie, Episode 6x15)
- 1995: Die Ehre zu fliegen (The Tuskegee Airmen)
- 1996–2001: Hinterm Mond gleich links (3rd Rock from the Sun, Fernsehserie)
- 1996: Lethal Point – Zwei gnadenlose Profis (Hollow Point)
- 1997: Im Fadenkreuz des Killers (Johnny Skidmarks)
- 1997: Skidmarks – Blutspuren (Skidmarks)
- 1998: Homegrown
- 1998: Zivilprozess (A Civil Action)
- 2000: Don Quichotte (Don Quixote, Fernsehfilm)
- 2001: Shrek – Der tollkühne Held (Shrek, Stimme)
- 2002: Nix wie raus aus Orange County (Orange County)
- 2004: The Life and Death of Peter Sellers
- 2004: Kinsey – Die Wahrheit über Sex (Kinsey)
- 2006: Dreamgirls
- 2009: Shopaholic – Die Schnäppchenjägerin (Confessions of a Shopaholic)
- 2009: Dexter (Fernsehserie, 12 Episoden)
- 2010: Verlobung auf Umwegen (Leap Year)
- 2011–2014: How I Met Your Mother (Fernsehserie, 4 Episoden)
- 2011: Happy New Year (New Year’s Eve)
- 2011: Planet der Affen: Prevolution (Rise of the Planet of the Apes)
- 2012: Immer Ärger mit 40 (This Is 40)
- 2012: Die Qual der Wahl (The Campaign)
- 2013–2014: Once Upon a Time in Wonderland (Fernsehserie, 13 Episoden, Stimme)
- 2014: Liebe geht seltsame Wege (Love Is Strange)
- 2014: Interstellar
- 2014: The Homesman
- 2016: The Accountant
- 2016: Die Erfindung der Wahrheit (Miss Sloane)
- 2016–2017, 2019, 2023: The Crown (Fernsehserie, 12 Episoden)
- 2017: Beatriz at Dinner
- 2017: Trial & Error (Fernsehserie, 13 Episoden)
- 2017: Daddy’s Home 2 – Mehr Väter, mehr Probleme! (Daddy’s Home 2)
- 2017: Pitch Perfect 3
- 2019: Late Night
- 2019: The Tomorrow Man
- 2019: Friedhof der Kuscheltiere (Pet Sematary)
- 2019: Bombshell – Das Ende des Schweigens (Bombshell)
- 2020–2023: Perry Mason (Fernsehserie)
- 2022–2024: The Old Man (Fernsehserie)
- 2023: Sharper
- 2023: Killers of the Flower Moon
- 2024: Die Gesandte des Papstes (Cabrini)
- 2024: Konklave (Conclave)
- 2025: Jimpa
- 2025: Dexter: Wiedererwachen (Dexter: Resurrection, Fernsehserie, Episode 1x01)

## Theatrografie (Auswahl)
Schauspieler
- 1973: The Changing Room (Morosco Theatre, New York City)
- 1974: My Fat Friend (Brooks Atkinson Theatre, New York City)
- 1975: Hamlet (Delacorte Theater, New York City)
- 1975: Trelawny of the „Wells“ (Vivian Beaumont Theatre, New York City)
- 1976: A Memory of Two Mondays / 27 Wagons Full of Cotton (Playhouse Theatre, New York City)
- 1976: Secret Service (Playhouse Theatre, New York City)
- 1976–1977: Comedians (Music Box Theatre, New York City)
- 1977: Anna Christie (Imperial Theatre, New York City)
- 1978: Once in a Lifetime (Circle in the Square Theatre, New York City)
- 1979: Spokesong (Circle in the Square Theatre, New York City)
- 1979: Bedroom Farce (Brooks Atkinson Theatre, New York City)
- 1980: Salt Lake City Skyline (Joseph Papp Public Theater / Anspacher Theater, New York City)
- 1980: Division Street (Ambassador Theatre, New York City)
- 1981–1982: Kaufman at Large (Marymount Manhattan Theatre, New York City)
- 1982: Beyond Therapy (Brooks Atkinson Theatre, New York City)
- 1985: Requiem for a Heavyweight (Martin Beck Theatre, New York City)
- 1986–1987: The Front Page (Vivian Beaumont Theatre, New York City)
- 1988: M. Butterfly (Eugene O’Neill Theatre, New York City)
- 2002: Sweet Smell of Success (Martin Beck Theatre, New York City)
- 2003: The Play What I Wrote (Lyceum Theatre, New York City)
- 2003–2004: The Retreat From Moscow (Booth Theatre, New York City)
- 2005–2006: Dirty Rotten Scoundrels (Imperial Theatre, New York City)
- 2008–2009: All My Sons (Gerald Schoenfeld Theatre, New York City)
- 2010: Mr. & Mrs. Fitch (Second Stage Theatre, New York City)
- 2012: The Columnist (Samuel J. Friedman Theatre, New York City)
- 2014: King Lear (Delacorte Theater, New York City)
- 2014–2015: A Delicate Balance (John Golden Theatre, New York City)
- 2018: John Lithgow: Stories By Heart (American Airlines Theatre, New York City)
- 2019: Hillary and Clinton (John Golden Theatre, New York City)

Regie
- 1976: Boy Meets Girl (Playhouse Theatre, New York City)
- 1981–1982: Kaufman at Large (Marymount Manhattan Theatre, New York City)

## Schriften (Auswahl)
- The Remarkable Farkle McBride. 1999, Simon & Schuster, New York, ISBN 978-0-689-83340-3.
- Marsupial Sue. 2001, Simon & Schuster Books for Young Readers, New York, ISBN 978-0-689-84394-5.
- Micawber. 2002, Simon & Schuster Books for Young Readers, New York, ISBN 978-0-689-83341-0.
- I'm a Manatee. 2003, Simon & Schuster Books for Young Readers, New York, ISBN 978-0-689-85427-9.
- A Lithgow Palooza. 2004, Fireside, New York.
- Carnival of the Animals. 2004, Simon & Schuster Books for Young Readers, New York, ISBN 978-0-689-86721-7.
- Lithgow Party Paloozas!: 52 Unexpected Ways to Make a Birthday, Holiday, or Any Day a Celebration for Kids. 2005, Simon & Schuster, New York, ISBN 978-0-7432-7088-5.
- Marsupial Sue presents The Runaway Pancake. 2005, Simon & Schuster Books for Young Readers, New York.
- The Tale of Mahalia Mouse. 2007, Simon & Schuster Books for Young Readers, New York, ISBN 978-1-4169-2715-0.
- Mahalia Mouse Goes to College. 2007, Simon & Schuster Books for Young Readers, New York, ISBN 978-1-4169-2715-0.
- The Poets' Corner: The One and Only Poetry Book for the Whole Family. 2007, Grand Central, New York, ISBN 978-0-446-58002-1.
- I Got Two Dogs. 2008, Simon & Schuster Books for Young Readers, New York, ISBN 978-1-4169-5881-9.
- Drama: An Actor's Education. 2011, HarperLuxe, New York, ISBN 978-0-06-208874-1.
- Dumpty: The Age of Trump in Verse. 2019, Chronicle Prism, San Francisco, ISBN 978-1-4521-8275-9.
- Trumpty Dumpty Wanted a Crown: Verses for a Despotic Age. 2020, Chronicle Books, San Francisco, ISBN 978-1-7972-0946-3.
- Confederacy of Dumptys: Portraits of American Scoundrels in Verse. 2021, Chronicle Books, San Francisco, ISBN 978-1-7972-0951-7.

## Diskografie (Auswahl)
Alben
- 1999: Singin' In The Bathtub (Sony Wonder)
- 2002: John Lithgow with Bill Elliot and his Orchestra – Farkle & Friends (Kid Rhino)
- 2006: The Sunny Side of the Street (Razor & Tie)

## Auszeichnungen und Nominierungen (Auswahl)

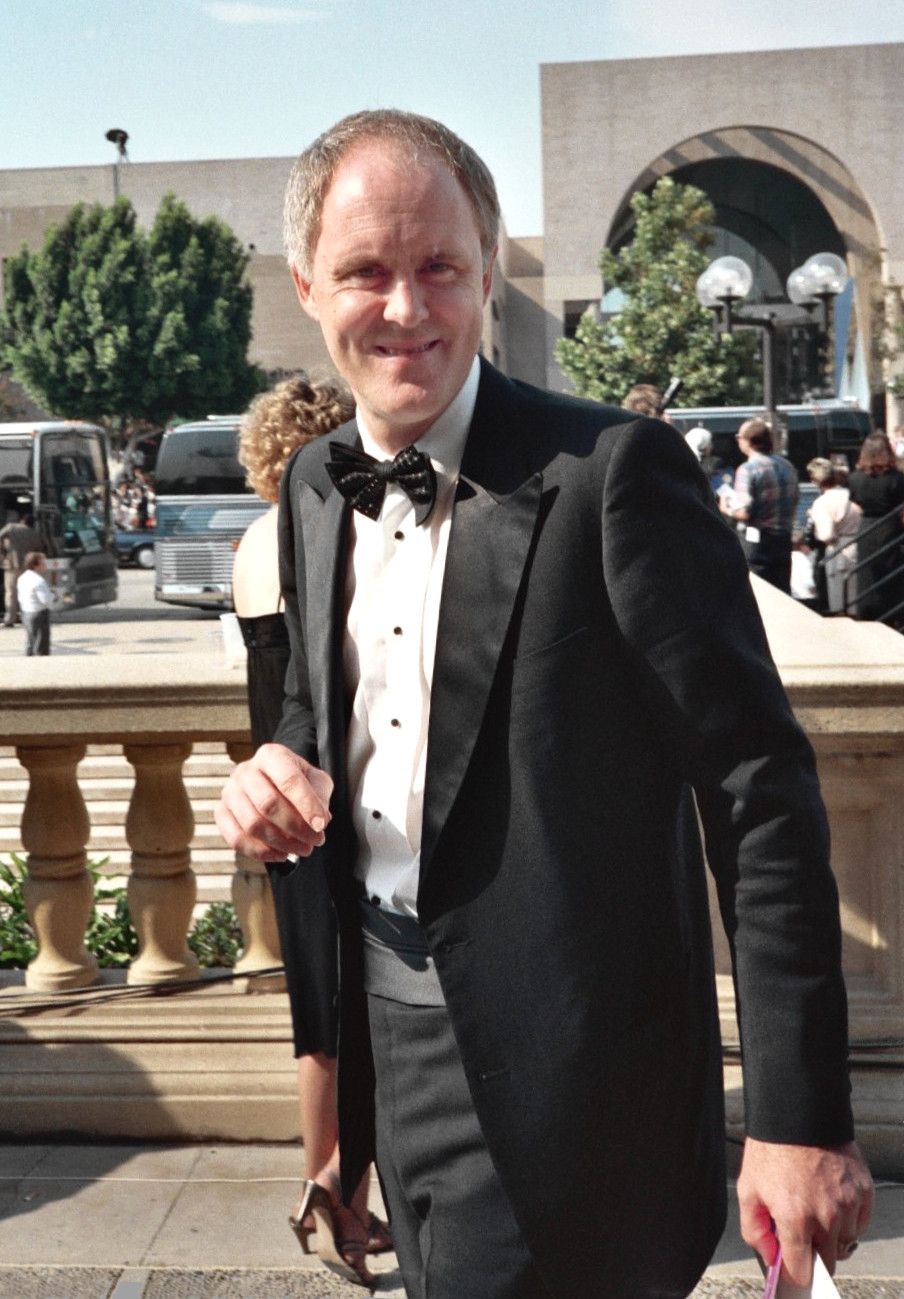
John Lithgow bei der Primetime-Emmy-Verleihung 1998

- 1973: Auszeichnung mit dem Tony Award in der Kategorie Bester Nebendarsteller in einem Theaterstück für The Changing Room
- 1973: Auszeichnung mit dem Drama Desk Award in der Kategorie Beste Schauspielleistung für The Changing Room
- 1983: Nominierung für den Oscar in der Kategorie Bester Nebendarsteller für Garp und wie er die Welt sah
- 1984: Nominierung für den Oscar in der Kategorie Bester Nebendarsteller für Zeit der Zärtlichkeit
- 1984: Auszeichnung mit dem Saturn Award in der Kategorie Bester Nebendarsteller für Unheimliche Schattenlichter
- 1985: Auszeichnung mit dem Drama Desk Award in der Kategorie Hauptdarsteller in einem Schauspiel für Requiem for a Heavyweight
- 1986: Auszeichnung mit dem Primetime Emmy in der Kategorie Gastdarsteller in einer Dramaserie für Unglaubliche Geschichten
- 1996: Auszeichnung mit dem Primetime Emmy in der Kategorie Hauptdarsteller in einer Comedyserie für Hinterm Mond gleich links
- 1997: Auszeichnung mit dem Golden Globe in der Kategorie Bester Serien-Hauptdarsteller – Komödie oder Musical für Hinterm Mond gleich links
- 1997: Auszeichnung mit dem Primetime Emmy in der Kategorie Hauptdarsteller in einer Comedyserie für Hinterm Mond gleich links
- 1997: Auszeichnung mit dem Screen Actors Guild Award in der Kategorie Bester Darsteller in einer Comedyserie für Hinterm Mond gleich links
- 1998: Auszeichnung mit dem Screen Actors Guild Award in der Kategorie Bester Darsteller in einer Comedyserie für Hinterm Mond gleich links
- 1999: Auszeichnung mit dem Primetime Emmy in der Kategorie Hauptdarsteller in einer Comedyserie für Hinterm Mond gleich links
- 2002: Auszeichnung mit dem Tony Award in der Kategorie Bester Hauptdarsteller in einem Musical für Sweet Smell of Success
- 2002: Auszeichnung mit dem Drama Desk Award in der Kategorie Hauptdarsteller in einem Musical für Sweet Smell of Success
- 2010: Auszeichnung mit dem Primetime Emmy in der Kategorie Gastdarsteller in einer Dramaserie für Dexter
- 2010: Auszeichnung mit dem Golden Globe in der Kategorie Bester Nebendarsteller in einer Serie, Mini-Serie oder TV-Film für Dexter
- 2017: Auszeichnung mit dem Primetime Emmy in der Kategorie Nebendarsteller in einer Dramaserie für The Crown
- 2017: Auszeichnung mit dem Screen Actors Guild Award in der Kategorie Bester Darsteller in einer Dramaserie für The Crown
- 2024: Sitges Festival Internacional de Cinema Fantàstic de Catalunya: Auszeichnung als bester Schauspieler für The Rule of Jenny Penn gemeinsam mit Geoffrey Rush[5]